# Wincenty Kasprzycki
Wincenty Kasprzycki (Warschau, 1802 – aldaar, 27 mei 1849) was een Pools kunstschilder.
Kasprzycki studeerde aan de Universiteit van Vilnius (1821-1828) en aan de Academie voor Schone Kunsten in Warschau (1821-1828). Hij is een gekend landschapschilder. Een bekende serie schilderijen van hem zijn de vergezichten op het Wilanówpaleis, die hij schilderde in opdracht van graaf Aleksander Stanisław Potocki. Zijn werk lijkt mede te zijn beïnvloed door Bernardo Bellotto, een prominente schilder uit Warschau.
Kasprzycki begon zijn carrière vlak voor de Novemberopstand in Polen. Zijn, enigszins 'naïeve' schilderij Tentoonstelling van Schone Kunsten in Warschau 1828 ,gemaakt over en voor deze bewuste tentoonstelling, kan worden beschouwd als een historisch document ten aanzien van het leven en het bijzonder de ontwikkeling van de kunst in Warschau in deze belangrijke periode vlak voor deze opstand.. Op het bewuste schilderij heeft Kasprzycki zichzelf geportretteerd, rechtsonder zittend op een stoel. Onderzoekers aan de Academie voor Schone Kunsten in Warschau hebben op het schilderij ook een aantal andere schilders en tijdgenoten van Kasprzycki op het schilderij kunnen identificeren: Antoni Brodowski, Marcin Zaleski, Rafał Hadziewicz, Aleksander Kokular en Antoni Blank.

## Galerij

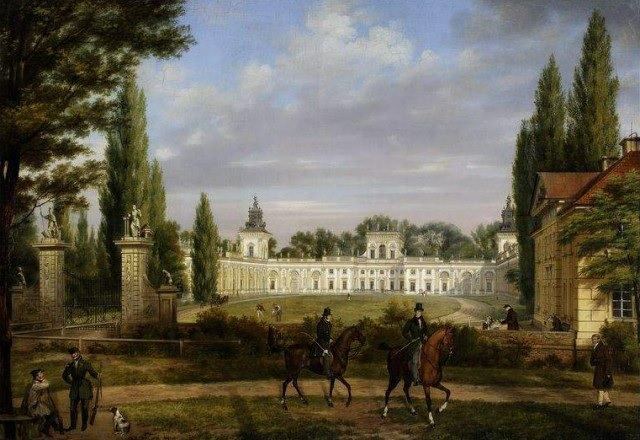
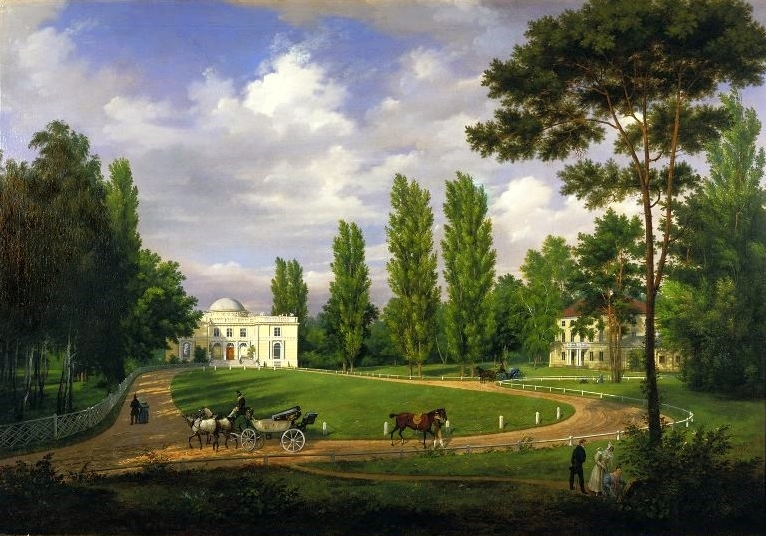
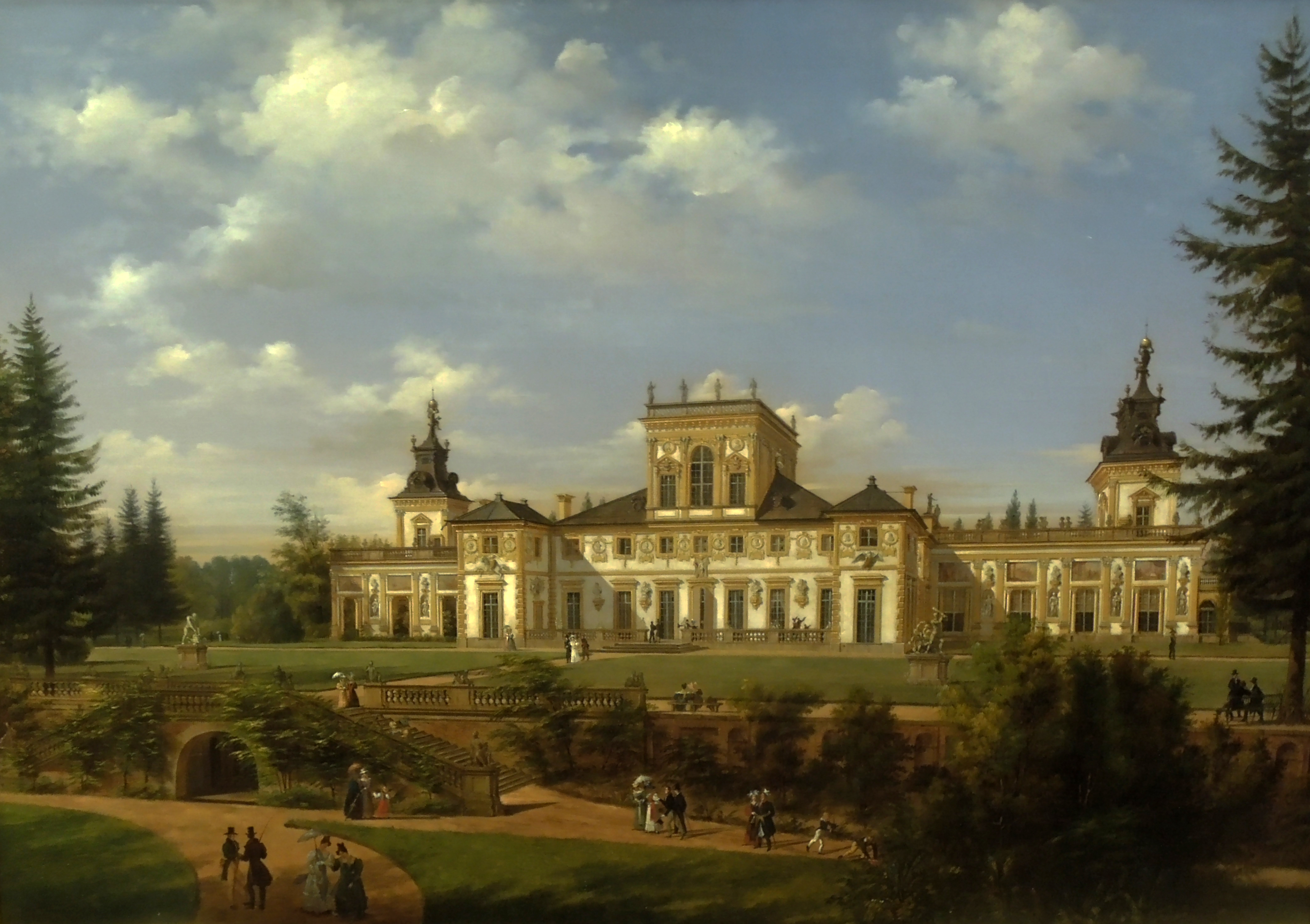

- Gemeinsame Normdatei: 127280559X
- International Standard Name Identifier: 0000 0000 6834 0264
- RKD-Nederlands Instituut voor Kunstgeschiedenis: 127817
- Union List of Artist Names: 500120428
- Virtual International Authority File: 96569898